# Comitatul Gogebic, Michigan
Comitatul Gogebic, conform originalului din engleză Gogebic County este unul din cele 72 de comitate din statul Michigan din Statele Unite ale Americii.
Fondat în 1885, comitatul este situat în centrul statului, pe peninsula inferioară (engleză Lower Peninsula). Sediul comitatului este localitatea Bessemer GR6, care este și cea mai populată localitate.
Conform datelor furnizate de United States Census Bureau în urma recensământului din anul 2000, populația fusese 16.427 de locuitori.

## Geografie

### Comitate adiacente
- Comitatul Ontonagon (nord)
- Comitatul Iron (est)
- Comitatul Vilas, statul  Wisconsin (sud)
- Comitatul Iron, statul Wisconsin (sud-vest)
- Comitatul Ashland (northwest)

## Demografie
|  | Graficele sunt indisponibile din cauza unor probleme tehnice. Mai multe informații se găsesc la Phabricator și la wiki-ul MediaWiki. |

Date: Wikidata - grafică realizată de Wikipedia